# تراث ثقافي مادي
التراث الثقافي هو ميراث المقتنيات المادية وغير المادية التي تخص مجموعة ما أو مجتمع لديه موروثات من الأجيال السابقة، وظلت باقية حتى الوقت الحاضر ووهبت  للأجيال المقبلة. وهو كل ما ينتقل من عادات وتقاليد وعلوم وآداب وفنون ونحوها من جيل إلى آخر، وهو يشمل كل الفنون الشعبية من شعر وغناء وموسيقى ومعتقدات شعبية وقصص وحكايات وأمثال تجري على ألسنة العامة من الناس، وعادات الزواج والمناسبات المختلفة وما تتضمنه من طرق موروثة في الأداء والأشكال ومن ألوان الرقص والألعاب والمهارات.
يشتمل التراث المادي (بالإنجليزية: Tangible cultural heritage)‏ على الآثار والمباني والأماكن الدينية والتاريخية والتحف من منشآت دينية وجنائزية كالمعابد والمقابر والمساجد والجوامع، ومبان حربية ومدنية مثل الحصون والقصور، والقلاع والحمامات، والسدود والأبراج، والأسوار، التي تعتبر جديرة بحمايتها والحفاظ عليها بشكل أمثل لأجيال المستقبل. ويكون علم الآثار والهندسة المعمارية والعلوم أو التكنولوجيا هو المعيارية الواضحة لهذا التراث. ويتم الحفاظ عليها لدراسة تاريخ البشرية حيث تُمثل الركيزة الأساسية للأفكار التي يمكن التحقق من صحتها وصلاحيتها بدلًا من من استنساخها أو استبدالها.

## اليونسكو والحفاظ على التراث الثقافي المادي
ترتكز إستراتيجية اليونسكو في مساعدة الدول الأقل نموًا والدول التي تجتاز حالة طوارئ، لا سيما في أفريقيا؛ متابعة المتاحف والمجموعات التي تقدم المساهمة المثالية في فهم متكامل للتراث؛ والمساهمة في دفع عجلة التطور الاقتصادي والاجتماعي والبشري للمجتمعات المحلية والجماعات المحرومة. ويتم تنفيذ هذه الاستراتيجية من خلال تنظيم نشاطات تدريبية تعتمد على تقنيات بسيطة وفعّالة لحفظ الممتلكات، مع إبلاء تركيز خاص على إنشاء الأدوات التعليمية؛ وتطوير المتاحف عبر تعزيز الشبكات والشراكات المهنية؛ وتحسين المحتوى التربوي والنفاذ إلى المعرفة عبر نشر الوعي وإطلاق النشاطات التربوية؛ وتعزيز إعادة الممتلكات الثقافية واستعادتها وطرق النفاذ إليها عبر نشر الوعي وإطلاق النشاطات الاستشارية والشراكات الابتكارية؛ والتنفيذ المشترك للنشاطات التشغيلية والمعيارية، لا سيما لجهة مكافحة الاتجار غير المشروع وحماية التراث المغمور بالمياه.